# Hervé Baslé
 (avril 2017).
Si vous disposez d'ouvrages ou d'articles de référence ou si vous connaissez des sites web de qualité traitant du thème abordé ici, merci de compléter l'article en donnant les références utiles à sa vérifiabilité et en les liant à la section « Notes et références ».
Hervé Baslé est un réalisateur, auteur et scénariste français, né le 20 janvier 1938 à Montfort-sur-Meu (Ille-et-Vilaine) et mort le 19 novembre 2019 à Saint-Malo (Ille-et-Vilaine).
Il est connu pour ses grandes fresques télévisuelles.

## Biographie

### Jeunesse et formations
Hervé Baslé naît le 20 janvier 1938 à Montfort-sur-Meu, dans l'Ille-et-Vilaine. Il passe son enfance et sa jeunesse à Saint-Coulomb, sur la Côte d'Émeraude. Son père, d'abord facteur, travaille ensuite dans les chemins de fer. Ses grands-parents paternels sont paysans à Saint-Coulomb. Tandis que la famille de sa mère est tournée vers la mer, son grand-père est marin terre-neuvas.
Il entame une carrière au Service maritime des ponts et chaussées. En 1959, il effectue son service militaire en Algérie où il se rebelle, ce qui lui vaut un passage en camp disciplinaire. À son retour, en 1962, après vingt-huit mois de service, il passe son baccalauréat, intègre ensuite une école de travaux publics qui le consacre ingénieur. Néanmoins il décide de changer de voie et passe un concours pour entrer à la télévision. Grâce à la formation professionnelle, il entre alors à l'IDHEC suivre des cours de montage et de culture cinématographique. Il collaborera ensuite, en tant que monteur, avec Michel Polac et Jean L'Hôte. Cette association l'incitera à devenir réalisateur. Pour lui, la vie quotidienne des gens est une source d'inspiration pour ses fictions qu'il scénarise en y apportant un effet dramatique plus fort.

### Carrière
En 1972, Hervé Baslé signe son premier film, Christophe, l'enfant séparé des siens, dans la série Du côté des enfants produite par Éliane Victor. Un film au sujet simple qui montre la vie d'un jeune garçon, Christophe, asthmatique, contraint de passer l'année scolaire loin des siens. Dès ses débuts, le réalisateur adopte une construction dramatique qui laisse découvrir peu à peu aux téléspectateurs le handicap du jeune garçon. Hervé Baslé s'amuse déjà avec le réel et la fiction en mélangeant, dans ce film, des images « vraies » et d'autres fabriquées.
En 1973, il réalise pour Variances un sujet sur le soufisme, et pour Cinéma en herbe une émission sur le jeune cinéma belge. La même année, il signe sa première œuvre dramatique, Les Trois Morts d'Émile Gauthier, avec la collaboration de Jean L'Hôte. Ce film, à la fois documentaire social et illumination romanesque, reçoit le Prix de la critique en 1973.
En 1974, il réalise Les Prétendants de madame Berrou sur un scénario écrit avec Jean L'Hôte. De 1973 à 1974, il participe aux émissions Place au théâtre ou encore Midi trente. En 1975, il coopère aux Visiteurs du vendredi ou à L'Île aux enfants de 1979 à 1982, puis Féminin présent et Nouvelles histoires.
Il travaille beaucoup avec Pierre Dumayet dont il apprécie le sens de la télévision. Pour Histoire des gens en 1975, série qui s'attache à l'analyse d'événements sociaux, il filme Les Danses et les Mothe, sur deux familles du Beauvaisis au XVIIIe siècle, et Magistrats et sorciers.
Dans Quand l'amour vient en 1976, il décrit encore une fois un monde social réel. Le film parle de deux frères agriculteurs, incarnés par Paul Crauchet et Michel Robin, qui cherchent une compagne.
Comme beaucoup d'autres réalisateurs, tels Alain Dhouailly, Jean L'Hôte, Maurice Failevic, Jean-Marie Marcel ou Edmond Tyborowsky, il porte une attention particulière à sa région, la Bretagne. La Souscription en 1977 en est un exemple.
En 1978, le réalisateur collabore à l'émission Lire, c'est vivre imaginée par Pierre Dumayet. Il y réalise plusieurs numéros consacrés à La Métamorphose de Franz Kafka, au Père Goriot d'Honoré de Balzac,à Poil de carotte de Jules Renard(1984) et à Un cœur simple de Gustave Flaubert. Toujours en 1978, avec Saint Colomban et moi, il évoque la légende bretonne de l'arrivée et du prêche de saint Colomban. À la même époque, il tourne Ribennes en s'inspirant de deux thèses, l'une de Pierre Lamaison et l'autre d'Élisabeth Claverie, consacrées à un mode de dévolution du patrimoine.
En 1980, Hervé Baslé réalise Ce fut un beau voyage en Espagne, puis en 1981 il se lance dans Les Tribulations de Manuel ou encore L'Armistice de juin 40 pour Les Dossiers de l'écran.
En 1989, il réalise vingt-six émissions consacrées à la chronique Journal de la Révolution sur des dossiers proposés par Michel Vovelle, Christian-Marc Bosséno, Antoine de Baecque, François Hincker et Olivier Coquard.
Dans les années 1990, il se spécialise dans la réalisation pour Antenne 2 puis France 2 de saga-d'été historique qui connaissent un succès public et critique. Le plus souvent, il adapte ses propres romans qu'il avait écrit auparavant.
Avec les séries Le Champ Dolent, le roman de la Terre et Entre terre et mer, il rend hommage à ses grands-pères qui furent respectivement paysan et terre-neuvas.

### Mort
Hervé Baslé meurt le 19 novembre 2019 à Saint-Malo, à l'âge de 81 ans,,,. Il est inhumé au cimetière de Saint-Coulomb (Ille-et-Vilaine).

## Filmographie

### Réalisateur

#### Téléfilms
- 1973 : Les Trois Morts d'Émile Gauthier
- 1974 : Les Prétendants de madame Berrou
- 1976 : Quand l'amour vient
- 1977 : La Souscription
- 1979 : Saint Colomban et moi
- 1981 : Ce fut un beau voyage
- 1982 : Les Tribulations de Manuel
- 1982 : C'était comment déjà ?
- 1983 : L'Armistice de juin 40
- 1987 : Mon grand-père Félix marin breton (chroniques de France)
- 1990 : Les Bottes de sept lieues
- 1991 : Les Caquets de l'accouchée
- 1992 : Les Genoux cagneux
- 1999 : Dessine-moi un jouet
- 2004 : La vie est si courte
- 2011 : La Très Excellente et Divertissante Histoire de François Rabelais

#### Séries télévisées
- 1975 : Cécile ou la Raison des femmes (épisode Vivre à deux)
- 1977 : Pierrot la chanson
- 1979 : Le Petit Théâtre d'Antenne 2
- 1986 : L'Ami Maupassant (épisode Aux champs)
- 1989 : Le Masque (épisode Le Repos de Bacchus)
- 1990 : Un comédien dans un jeu de quilles
- 1992 : Secrets de famille
- 1993 : Les Maîtres du pain
- 1994 : Le Fils du cordonnier
- 1996 : Le Grand Banc
- 1997 : Entre terre et mer
- 2002 : Le Champ Dolent, le roman de la Terre
- 2006 : Le Cri

### Auteur et scénariste

#### Téléfilms
- 1972 : Christophe séparé des siens
- 1973 : Les Trois Morts d'Émile Gauthier
- 1973 : Le Soufisme
- 1973 : Cinéma belge
- 1975 : Les Prétendants de madame Berrou
- 1975 : Magistrats et sorciers
- 1976 : Pierrot la chanson
- 1976 : L'Autre Saint Yves
- 1976 : L'Ankou
- 1977 : Les Intersignes
- 1977 : La Métamorphose de Kafka
- 1977 : Le Père Goriot
- 1978 : Ribennes
- 1979 : Saint Colomban et moi
- 1979 : Naissance d'une phrase
- 1980 : L'Homme et le Mort
- 1981 : Les Tribulations de Manuel
- 1981 : Ce fut un beau voyage
- 1986 : L'Ami Maupassant, épisode Aux champs[7]
- 1991 : Les Caquets de l'accouchée
- 1999 : Dessine-moi un jouet

#### Séries télévisées
- 1993 : Les Maîtres du pain
- 1994 : Le Fils du cordonnier
- 1997 : Entre terre et mer
- 2006 : Le Cri

### Collaborations
- 1967 : Le Tribunal de l'impossible (épisode La Bête du Gévaudan d'Yves-André Hubert (montage)
- 1973 : Place au théâtre
- 1973-1974 : Midi Trente
- 1975 : Les Visiteurs du vendredi
- 1979-1982 : L'Île aux enfants
- 1980 : Au plaisir du samedi
- 1980 : Féminin présent
- 1980 : Magazine de l'histoire
- 1980 : Nouvelles de l'histoire
- 1980-1981 : La Rage de lire
- 1981-1982 : Fugues à Fugain

## Publications
- Le Fils du cordonnier, Jean-Claude Lattès, 1995
- Entre terre et mer, Jean-Claude Lattès, 1997
- Le Champ dolent, Jean-Claude Lattès, 2002
- Le Cri, Jean-Claude Lattès, 2006
- Folies de mai, Jean-Claude Lattès, 2014

## Décorations
- Chevalier de l'ordre des Arts et des Lettres
- Chevalier de l'ordre national du Mérite

## Distinctions
- 7 d'or 1986 : meilleur réalisateur de fiction pour Aux champs d'après Guy de Maupassant

- Prix Télévision 1990 de la SACD pour l'ensemble de son œuvre

- Festival de Saint-Petersbourg 1995 : grand prix pour Les Maîtres du pain
- 7 d'or 1995 :
  - Meilleur réalisateur de fiction pour Les Maîtres du pain
  - Meilleur auteur pour Les Maîtres du pain
  - Meilleur film de télévision pour Les Maîtres du pain

- Rencontres internationales de TV de Reims 1998 : prix pour Entre terre et mer
- 7 d'or 1998 :
  - Meilleur réalisateur de fiction pour Entre terre et mer
  - Meilleur auteur pour Entre terre et mer
  - Meilleur feuilleton pour Entre terre et mer

- Prix du Roman populaire 2006 pour Le Cri

### Source
- Christian Bosséno, Les 200 téléastes français, 1989.